# M243
M243 smoke grenade launcher — 66-мм дымовой гранатомёт производства США.

## История
Устройство было разработано и принято на вооружение армии США в 1970е годы и устанавливалось на бронетанковую технику.
В 1979 году было принято решение о разработке нового образца дымового гранатомёта, и компания «AAI Corporation» при содействии «US Army Chemical Research and Development Center» начала разработку гранатомёта XM76 (после завершения испытаний принятого на вооружение под наименованием М76). Первые М76 были заказаны в ноябре 1985 года и начали поступать в войска в 1986 году, однако использование M243 продолжалось и в последующее время.

## Описание
Пусковое устройство представляет собой четырёхствольный дульнозарядный 66-мм гладкоствольный гранатомёт-мортирку с длиной ствола 160 мм, оснащённый электроспуском, который неподвижно крепится к корпусу бронемашины. Изготовлен из литого алюминия.
В качестве боеприпасов используются снаряженные красным фосфором 66-мм дымовые гранаты L8, разработанные компанией «British Royal Ordnance». Отстрел гранат производится на расстояние от 20 до 50 метров.

## Варианты и модификации
- M243 — первый вариант, устанавливался на бронетранспортёры M113 и машины на их базе (два четырёхствольных блока с электроспуском и два ящика для хранения запасных дымовых гранат).
- M257 — вариант для установки на танки M1 Abrams и бронемашины M2 Bradley (два четырёхствольных блока с электроспуском).
- M259 — устанавливался на бронетранспортёры M113 и машины на их базе (два четырёхствольных блока с электроспуском).